# Renovias
Renovias é uma empresa privada concessionária das rodovias do governo do estado de São Paulo, sendo 60% da Encalso Construções Ltda. e 40% da Motiva. A Renovias administra atualmente 345,6 quilômetros de estradas em São Paulo, foi fundada em 15 de abril de 1998.
A Motiva adquiriu 40% da empresa em janeiro de 2008 por 265 milhões de reais.
A principal dessas rodovias é a SP-340, que liga Campinas a Mococa (nordeste de São Paulo).
No estado de São Paulo administra trechos das seguintes rodovias:
- SP-340 – de Campinas até Mococa
- SP-342 – de Mogi Guaçu até Águas da Prata
- SP-344 – de Aguaí até Vargem Grande do Sul
- SP-350 – de Casa Branca até São José do Rio Pardo
- SP-215 – de Vargem Grande do Sul até Casa Branca